# Guéré (Cameroun)
Pour les articles homonymes, voir Guéré.
Guéré est une commune du Cameroun située dans la région de l'Extrême-Nord et le département du Mayo-Danay, à proximité de la frontière avec le Tchad.

## Population

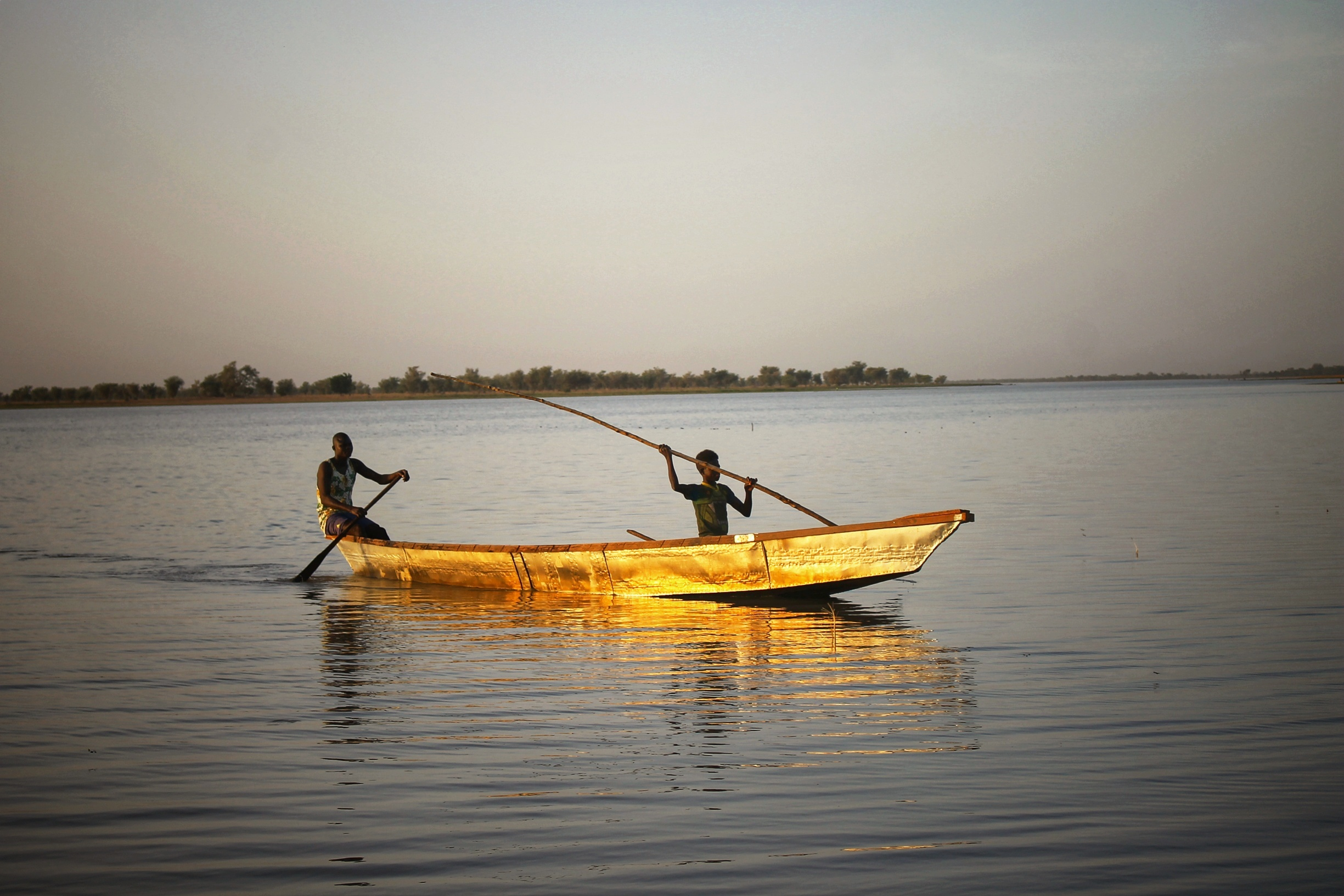
Pêcheurs sur le lac de Guéré.

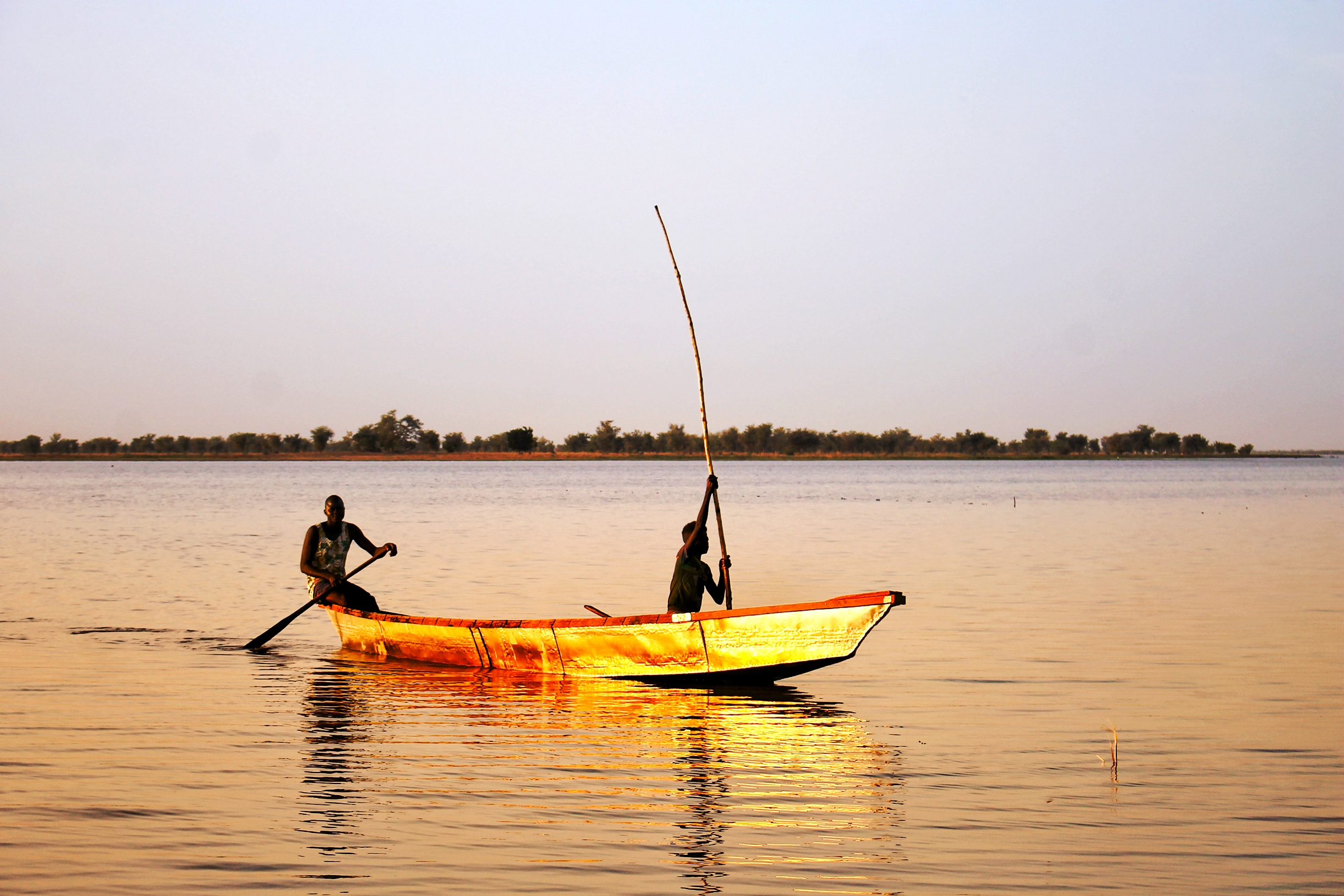
Pêcheurs sur le lac de Guere. Mars 2019.

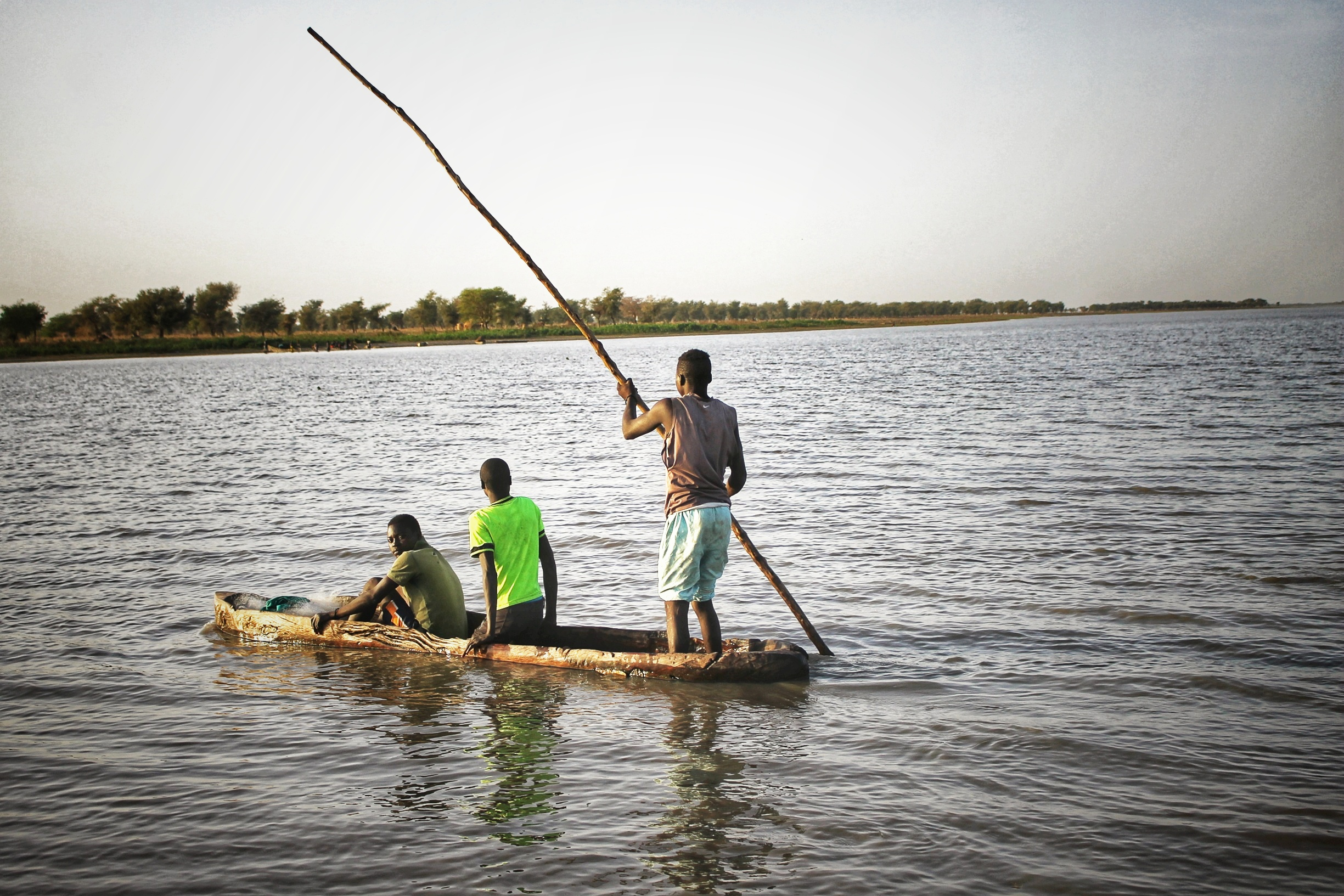
Pêche dans la Lac Guere

Lors du recensement de 2005, la commune comptait 38 328 habitants, dont 3 368 pour Guéré Ville.

## Structure administrative de la commune
Outre Guéré proprement dit, la commune comprend principalement les localités suivantes :
- Ardaf
- Arkouna
- Bangana
- Bongor
- Dahao
- Dangabissi
- Danigue
- Djedel
- Djougoumta
- Doussaye
- Fourgana
- Gaoyanga
- Guibi
- Gounouda
- Gouroum
- Holom
- Kononay
- Loko
- Mouka
- Moutang
- Nahaïdé
- Ngaïna
- Nguering
- Noulda
- Pourhana
- Souana
- Warkalak
- (Danraye)
- (Zarna)
- ((Bourou))
- ((Nguerin 1))
- ((Nguerin 2))
- ((Gang Goulda))